# Charakteristika variability
Charakteristika variability rozdělení pravděpodobnosti je ve statistice některá z charakteristik náhodné veličiny majících vystihnout míru rozptýlení nebo variability rozdělení.

## Formální definice
Charakteristika variability náhodného rozdělení s distribuční funkcí {\displaystyle F} je hodnota {\displaystyle g(F)} funkce {\displaystyle g} definované na nějaké množině {\displaystyle \mathbb {F} } distribučních funkcí, takové, že pro všechny distribuční funkce {\displaystyle F}, pro něž je charakteristika variability definována, a pro všechna {\displaystyle b} a {\displaystyle a\neq 0} platí
{\displaystyle g(F_{a\xi +b})=f(|a|)g(F)}
kde {\displaystyle f} je rostoucí funkce a distribuční funkce {\displaystyle F_{a\xi +b}} je definována vztahem
{\displaystyle F_{a\xi +b}(x)=F\left({\frac {x-b}{a}}\right)}
To znamená, že charakteristika variability nesmí záviset na posunutí a při zmenšení měrové jednotky se musí zvětšit.

## Charakteristiky variability
Nejpoužívanější charakteristikami variability je rozptyl, směrodatná odchylka, mezikvantilové rozpětí, zobecněný rozptyl a elipsoid koncentrace.